# Zella Day
Pour les articles homonymes, voir Day.
 (avril 2018).
Si vous disposez d'ouvrages ou d'articles de référence ou si vous connaissez des sites web de qualité traitant du thème abordé ici, merci de compléter l'article en donnant les références utiles à sa vérifiabilité et en les liant à la section « Notes et références ».
Zella Day Kerr, connue sous le nom Zella Day, née le 13 mars 1995 à Pinetop-Lakeside en Arizona, est une chanteuse, compositrice, et musicienne américaine.
Zella a commencé à enregistrer sa musique au début de son adolescence, publiant son premier album Powered by Love de manière indépendante en 2009. À la suite de son succès, Zella commence à travailler en tant que compositrice pour BMG Publishing Group et signa finalement un contrat chez Hollywood Records. En 2015, Day sort son premier album majeur, Kicker, précédé par les singles Hypnotic et East of Eden. Après la sortie de l'album, Zella Day a fait des apparences promotionnelles dans des magazines tels que Vogue, Playboy ou alors The Huffington Post, et dans des programmes télévisés incluant Late Night with Seth Meyers et Conan O'Brien. En 2016, Zella se produit au festival Coachella.

## Biographie

### Jeunesse
Zella Day a grandi en Arizona, dans une petite ville de montagne d'Arizona, Pinetop. Sa mère l'encourage à apprendre à jouer de la guitare comme moyen pratique d'avoir une carrière durable en tant que musicienne. Ses premières chansons, écrites peu après avoir commencé la guitare à l'âge de 9 ans, ont été influencées par les disques classiques de chanteurs/compositeurs de ses parents et le paysage désertique où elle a grandi.

### 2009-2012:Powered by LoveetCynics vs. Dreamers
L'album auto-publié a été enregistré et payé par un ami de la famille qui a été impressionné par la plume et la détermination de Zella à seulement 14 ans. Les designers de la pochette de l'album ont contribué leurs services gratuitement, voulant seulement faire partie de ce projet. Le succès soudain de Power of Love, malgré le jeune âge de Zella, a attiré l'attention de BMG Publishing qui l'ont mis en contact avec John Paul White des Civil Wars et une jeune Meghan Trainor de 18 ans pour des sessions de composition. 
En 2012, Simple Song de Day est présent dans le film Fée malgré lui 2.
Day sort elle-même l'EP Cynics vs. Dreamers le 22 mai 2012. Cet EP capture un paysage hypnotisant et rêveur enraciné dans son éducation de chanteuse/compositrice avec l'aide de sa nouvelle équipe de production composé de Wally Gagel et Xandy Barry de Wax LTD.
Cette année-là, elle reprend le titre mondialement connu de The White Stripes, Seven Nation Army, qui atteint la première position du Hype Machine, un site qui permet de voir quelles musiques sont les plus partagées sur les sites et les blogs, et attire l'attention dans son élan fulgurant.

### 2013–2015:Kickeret premier projet majeur
En 2013, Day est invitée dans la chanson All These Roads de Sultan et Ned Shepard en compagnie de Sam Martin. Le single, publié en avant-première en début d'octobre 2014 dans l'émission radio de Pete Tong sur BBC Radio 1, est célébré par Billboard pour ses « reflux et flux avec des harmonies et des changements rythmiques ». 
En avril 2014, Sweet Ophelia est le premier single publié du EP Zella Day, accompagné de 1965. Chaque morceau a atteint le top 10 du Hype Machine. Le clip vidéo de Sweet Ophelia, réalisé par Gianennio Salucci, est paru le 7 avril. 
L'EP Zella Day a été publié le 23 septembre 2014. Il est célébré comme étant « une tapisserie intangible d'émotion sonore et brute, couvrant les genres pop, alternatif et folk » selon le magazine Atwood. L'EP atteint la 16e position du Billboard Heatseekers Chart et acclamé par les critiques (The Fader, The Guardian, Pigeons and Planes, Nylon, Noisey, Vice, Interview Magazine et Paste Magazine). Le morceau final Hypnotic a été choisi comme « single de la semaine » par le iTunes américain et est donc choisi comme étant le second single officiel de l'album. 
En décembre 2014, Zella participe, en tant qu'invitée voix, à la version acoustique du titre Electric Love de Børns apparaissant dans son premier EP, Candy.
Le 27 février 2015, Zella annonce Kicker en dévoilant la liste des pistes et la pochette de l'album accompagnés du clip vidéo de Hypnotic. Le clip a été réalisé par Gianennio Salucci et contient désormais plus de 10 millions de vues sur YouTube. Hypnotic est considérée comme le premier single, atteignant la première position du Alt Nation Alt 18 Countdown début 2015. En mai 2015, Zella publie le single High qu'elle chantera en live à la télévision le mois suivant dans l'émission Conan O'Brien qui marque alors sa première performance télévisée. Hypnotic sera disque d'or, écoulant 500 000 disques aux États-Unis.
Kicker est publié le 2 juin 2015 via Pinetop Records et Hollywood Records. Le titre de l'album fait référence à la vieille ville minière où les parents de Zella se sont mariés, tout en explorant les relations toxiques, les ruptures, des foyers brisés, l'amour et le désir. En parlant de l'album, Zella Day explique : « La résonance spirituelle de ma musique est clairement influencée par les montagnes du nord de l'Arizona qui a abrité mon énergie créative de n'importes quelles implications de la mentalité urbaine extérieure. » Kicker a atteint la 65e position du Billboard 200 américain et la 7e position du Top Alternative US.
Le 17 décembre 2015, Day est invitée à chanter dans l'émission Last Call with Carson Daly. Le 4 janvier 2016, elle chante Hypnotic dans l'émission de Seth Meyers. Elle débute alors une tournée de festival de haut niveau au Billboard Hot 100 Fest, Music Midtown, et au IHeartRadio Music Festival. Elle attire notamment l'attention de Los Angeles Magazine à Coachella, qui décriront sa performance comme une performance "hypnotique". Le magazine Billboard l'a qualifie de "stellaire" ; Consequence of Sound déclare « qu'il est tout à fait possible que Zella Day voit Coachella 2016 comme étant le moment qui a lancé sa carrière dans le sérieux... Day est une chanteuse indéniablement puissante. »
Le 4 mai 2016, elle est invitée dans l'émission Last Call with Carson Daly pour chanter son single Mustang Kids en direct. La chanson, en featuring avec le rappeur Baby E, est officiellement publiée le 9 juin 2016. Le clip est réalisé par Tim Mattia et est publié le 9 juin. Zella s'envole en tournée dans l'Amérique du Nord en juin 2016. Elle accompagne Fitz and The Tantrums dans leur tournée en juillet puis Michael Franti et Spearhead en août.

### Depuis 2016: troisième EP et vers un troisième album
En octobre 2016, Zella sort son single Man on the Moon et le mois suivant Hunnie Pie. Elle annonce la sortie de son troisième album pour le printemps 2018. Le 29 novembre 2018, Zella annonce via ses réseaux sociaux qu'elle ne travaille plus avec son ancien label et explique ainsi qu'elle prévoit de sortir de nouveaux morceaux rapidement. Le 15 décembre 2018, elle sort la chanson I Don't Know How To End et explique que la chanson sera disponible gratuitement sur son site internet seulement pendant 10 jours. 
Presque un an après, elle sort sa cover de You Sexy Thing accompagné d'une vidéo.
Le 24 avril 2020, Zella sort le premier single People Are Strangers issue de son EP du même nom. 
Zella a annoncé dans un live Instagram que son prochain album sera disponible au début 2021.
En 2022, elle sort l'album Sunday in Heaven sous le label Concord Record.

## Discographie

### Album
- Powered by Love (2009)[7],[8]
- Kicker (2015)[9]
- Sunday In Heaven (2022)[10]

### EP
- Cynics vs Dreamers (2012)

- Zella Day (2014)
- People Are Strangers (2020)

## Filmographie
| Année            | Film            | Rôle         | Infos                       |
| ---------------- | --------------- | ------------ | --------------------------- |
| 2009             | Her Special Day | Compositrice | Chanson; "Light's Illusion" |
| 2014-aujourd'hui | DayxDay         | elle-même    | type vlog; 6 épisodes       |